# Тарабузи, Ренцо
Ренцо Тарабузи (итал. Renzo Tarabusi; 1 июля 1906, Флоренция — 9 июня 1968, Флоренция) — итальянский драматург, автор сценариев для театра, кино и телевидения, который писал часто в тандеме с Джулио Скарниччи.

## Общие сведения
Во время учёбы в университете в 1930-х годах познакомился с Джулио Скарниччи. С тех пор работал с ним в тандеме как драматург и сценарист.
Среди его самых известных произведений для театра: «Тот, кто хочет быть счастливым» (Chi vuol esser lieto sia), с которым он 1950 получил премию «Серебряная маска».
Известны его пьесы: «Икра и чечевица» (1956) в соавторстве с Джулио Скарниччи, переведена на разные языки, в том числе на русский под названием «Моя профессия — синьор из высшего общества», «Папаши рождаются в шкафах», «Все женщины, кроме меня» (1956). В СССР пьеса «Моя профессия — синьор из высшего общества» экранизирована под названием «Миллион в брачной корзине».
Писал сценарии для телевизионных программ: передачи компании RAI «Раз, два, три» (1954—1959), посвященной варьете с Уго Тоньяцци и Раймондо Вианелло, а также сценарии для песенного конкурса «Canzonissima’61», программы «Мона Лиза» (1963) с Вианелло и певицей Эбб Лейн и программы «Пробка» (1967) с телеведущим Коррадо Мантон.
С 1951 по 1957 он вместе с Джулио Скарниччи писал различные музыкальные комедии для таких звезд как Уго Тоньяцци и Раймондо Вианелло, в частности «Куда ты едешь, если у тебя нет коня» и «Двойной пробел» (1954—1955).
Для актёра Карло Доппорто он написал шесть музыкальных комедий, среди которых «Дипломат» и «Почетный».
Был автором песен, таких как «Когда девушка в Новом Орлеане» и «Сувенир дьИтали» композитора Лелио Луттацци, которые исполняла певица Джула де Пальма.
Он также написал сценарии более чем к 30 фильмам.
Был женат на Джузеппине Ланди (Giuseppina Landi). дочь — Доната Тарабузи.

## Память
С 2006 года во Флоренции присуждается Премия имени Скарниччи и Тарабузи «Il Troncio» за значительные достижения в развитии итальянского шоу-бизнеса. Среди лауреатов этой премии популярный телеведущий Карло Конти .

## Фильмография
- «Два сержанта» режиссёра Карло Альберто Кьеза (1951)
- «Кафе Шантан» режиссёра Камилло Мастрочинкве (1953)
- «Сорока с Тихого океана» режиссёра Роберто Бианки Монтеро (1959)
- «Мой друг, доктор Джекил» режиссёра Марино Джиролами (1960)
- «Замечательное трио» режиссёра Джорджио Симонелли (1961)
- «Ботфорты Фра Дьявол» режиссёра Джорджио Симонелли (1962)
- «Летняя исступление» режиссёра Луиджи Дзампа (1963)
- «Герои Запада» режиссёра Стено (1963)
- «Техасские близнецы» режиссёра Стено (1964)
- «Любовь в итальянском стиле» режиссёра Стено (1966)
- «Ринго и Гринго против всех» режиссёра Бруно Корбуччи (1966)
- «Свисток в носу» режиссёра Уго Тоньяцци (1967)
- «Пересадка» режиссёра Стено (1970)